# Nguyễn Khắc Phê
Nguyễn Khắc Phê (sinh năm 1939, bút danh: Trung Sơn hay Nguyễn Hoàng) là nhà văn Việt Nam, được tặng Giải thưởng Nhà nước về Văn học Nghệ thuật vào năm 2012.  

## Tiểu sử
Nguyễn Khắc Phê sinh ngày 26 tháng 4 năm 1939 tại xã Sơn Hoà, huyện Hương Sơn, tỉnh Hà Tĩnh.
Học hết cấp 2, Nguyễn Khắc Phê theo người anh ra Hà Nội kiếm sống, làm việc cho một tiệm ảnh bên hồ Hoàn Kiếm, đi bán sách dạo. Năm 1956, ông đăng ký vào học trường trung cấp giao thông - ngành cầu đường rồi làm cán bộ ngành giao thông vận tải trong 15 năm. Thời gian này ông tham dự khoá III trường Bồi dưỡng viết văn trẻ (1969-1970).
Từ năm 1974, Nguyễn Khắc Phê chuyển về Hội Văn nghệ Quảng Bình rồi Bình Trị Thiên. Ông từng đảm nhận các cương vị Phó tổng biên tập, Tổng biên tập tạp chí Sông Hương, Phó chủ tịch Hội Văn nghệ Thừa Thiên – Huế. Chủ tịch Chi hội nhà văn Việt Nam tại Thừa Thiên – Huế.
Ông là đảng viên Đảng Cộng sản Việt Nam; hội viên Hội Nhà văn Việt Nam từ năm 1977.
Hiện ông sống tại thành phố Huế.

## Sự nghiệp
Năm 1955, Nguyễn Khắc Phê viết truyện ngắn đầu tiên; năm 1959, ông có bài ký đầu tiên "Những người đi tiên phong" đăng trên báo Văn học (nay là Báo Văn nghệ); Trong sự nghiệp sáng tác của mình, giao thông vận tải vẫn là mảng đề tài lớn của Nguyễn Khắc Phê đã làm nên một gia tài lớn của Nguyễn Khắc Phê.
Đến năm 2023, Nguyễn Khắc Phê đã có 25 cuốn sách được xuất bản, 1.000 bài báo được in trên các báo, giành nhiều giải thưởng báo chí, văn học. Mới đây nhất, ông còn có thêm các quyển: Chuyện cũ nghĩ thêm - trò cười nên bớt (tạp văn - 2021); Những trang sách thức tỉnh con người (tuyển, 2022); Đường đời muôn nẻo (tạp bút, phê bình, 2023).
Năm 2012, ông được tặng Giải thưởng Nhà nước về Văn học Nghệ thuật với 2 tiểu thuyết Đường giáp mặt trận  và Những cánh cửa đã mở.

## Tác phẩm chính
Nguồn: 

### Tiểu thuyết
- Đường qua làng Hạ (1976)
- Đường giáp mặt trận (1976)
- Chỗ đứng người kỹ sư (1980)
- Miền xa kêu gọi (1985)
- Những cánh cửa đã mở (1986)
- Nếu được chết thay em (1989)
- Thập giá giữa rừng sâu (2003)
- Những ngọn lửa xanh (2008)
- Biết đâu địa ngục thiên đường (2010)

### Tạp bút, bút ký
- Vì sự sống con đường (tập ký sự, 1968)
- Những chặng đường từ Huế (tập phóng sự, bút ký, 1996)
- Nền móng của những tầng cao (tập ký sự, 1997)
- Tài danh & Số phận (ký chân dung – 2012)
- Những người mở đường ngày ấy (ký sự, 2016)
- Số phận không định trước (tự truyện, 2016)
- Đãi cát lấy vàng (ký-tản văn, 2018)
- Đường đời muôn nẻo (tạp bút, phê bình, 2023)

### Lý luận, phê bình văn học
- Lê Văn Miến- người hoạ sĩ đầu tiên, người thầy đầu tiên (tập nghiên cứu, 1995)
- Hiện thực và sáng tạo tác phẩm văn nghệ (tập phê bình, lý luận, chân dung văn nghệ sĩ, 2006)
- Trang sách-Cuộc đời-Nhà văn (phê bình-tiểu luận, 2014)
- Những cột mốc trên đường vô tận (phê bình – 2018)
- Chuyện cũ nghĩ thêm - trò cười nên bớt (tạp văn - 2021)
- Những trang sách thức tỉnh con người (tuyển, 2022)

### Tác phẩm khác
- Đời hoa (tập tản văn, 1999)
- Nhà văn & Thời cuộc (tuyển văn chính luận, 2013)
- Nguyễn Khắc Viện - Yêu & Mơ (biên soạn, 2015)

## Vinh danh
- Giải thưởng Nhà nước về Văn học Nghệ thuật năm 2012.
- Cuốn sách về ông: Nguyễn Khắc Phê & Những chặng đường văn (phê bình văn học của nhiều tác giả: Hồ Xuân Sơn, Phong Vũ, Hà Vinh,... – 2019).

### Giải thưởng văn học[2]
| Năm  | Giải thưởng                                            | Đơn vị trao giải                                               | Tác phẩm                                                | Kết quả   | Chú thích |
| ---- | ------------------------------------------------------ | -------------------------------------------------------------- | ------------------------------------------------------- | --------- | --------- |
| 1980 | Giải thưởng Văn học đề tài công nhân 5 năm (1975-1980) | Tổng Công đoàn và Hội Nhà văn Việt Nam                         | Chỗ đứng người kỹ sư                                    | Đoạt giải | [ 2 ]     |
| 1993 | Giải thưởng Bông sen trắng                             | Uỷ ban nhân dân tỉnh Bình Trị Thiên                            | Những cánh cửa đã mở                                    | Hạng A    | [ 2 ]     |
| 1995 |                                                        | Uỷ ban toàn quốc Liên hiệp các Hội Văn học Nghệ thuật Việt Nam | Lê Văn Miến- người hoạ sĩ đầu tiên, người thầy đầu tiên | Hạng B    | [ 2 ]     |
| 2004 | Giải thưởng Văn học Cố Đô                              | Uỷ ban nhân dân tỉnh Thừa Thiên - Huế                          | Thập giá giữa rừng sâu                                  | Hạng A    | [ 2 ]     |
| 2010 | Cuộc thi tiểu thuyết                                   | Hội Nhà văn Việt Nam                                           | Biết đâu địa ngục thiên đường                           | Đoạt giải | [ 2 ]     |
| 2013 | Giải thưởng Văn học Cố Đô                              | Uỷ ban nhân dân tỉnh Thừa Thiên - Huế                          | Biết đâu địa ngục thiên đường                           | Hạng A    | [ 2 ]     |
| 2019 | Giải thưởng Văn học Cố Đô                              |                                                                | Số phận không định trước                                | Hạng A    | [ 2 ]     |

## Gia đình
Cha ông là Hoàng giáp Nguyễn Khắc Niêm (1889 - 1954), một quan Đại thần Triều Nguyễn, từng là Tham tri Bộ Hình, Phủ Doãn Thừa Thiên, Quyền Tổng đốc Thanh Hóa. Người anh đầu của ông là bác sĩ, nhà văn, nhà văn hóa Nguyễn Khắc Viện (1913 - 1997), người được Chủ tịch nước tặng Huân chương Độc lập hạng nhất và được truy tặng Giải thưởng Nhà nước về Khoa học Công nghệ vào năm 2000.